# Masontown (Virginia Occidental)
Masontown es un pueblo ubicado en el condado de Preston en el estado estadounidense de Virginia Occidental. En el Censo de 2010 tenía una población de 546 habitantes y una densidad poblacional de 758,32 personas por km².

## Geografía
Masontown se encuentra ubicado en las coordenadas 39°33′4″N 79°48′1″O / 39.55111, -79.80028. Según la Oficina del Censo de los Estados Unidos, Masontown tiene una superficie total de 0.72 km², de la cual 0.72 km² corresponden a tierra firme y (0%) 0 km² es agua.

## Demografía
Según el censo de 2010, había 546 personas residiendo en Masontown. La densidad de población era de 758,32 hab./km². De los 546 habitantes, Masontown estaba compuesto por el 98.53% blancos, el 0% eran afroamericanos, el 0% eran amerindios, el 0% eran asiáticos, el 0.55% eran isleños del Pacífico, el 0% eran de otras razas y el 0.92% pertenecían a dos o más razas. Del total de la población el 0.37% eran hispanos o latinos de cualquier raza.